# Louis-François Clairville
Louis-François Nicolaïe, känd under namnet Clairville, född den 28 januari 1811 i Lyon, död den 7 februari 1879 i Paris, var en fransk teaterförfattare.
Clairville, av skådespelarfamilj, började uppträda på tiljan vid tio års ålder och fick redan i sitt nittonde år pjäser uppförda på vådevillteatrarna i Paris. Han författade (ensam eller i bolag med Dennery, Dumanoir, Mélesville, Siraudin, Thiboust och andra) mer än 250 lustspel, feerier och så vidare. Dessa alsters lättlynthet och komiska fart jämte fyndiga kupletter, ordlekar och vågade tvetydigheter tillvann dem mycket bifall. Som prov på dem kan tjäna 1842 et 1942 (1842; "1846 och 1946", imiterat  av August Blanche, 1846), Satan, ou le diable à Paris (1844; svensk översättning "En engel från afgrunden", 1845), La propriété c'est le vol (1848), La queue du diable ("Hin ondes skägg", 1855), L'abbé galant ("Abbéen på äfventyr", 1859), Lully, ou les petits violons de Mademoiselle (1850; "Lulli och Quinault", 1859), La corde sensible ("Den svaga sidan", 1859), Le déluge universel (1865), Mesdames Montanbrèche (1866; "Fruarna Montanbrèche", uppförd 1867) samt texten till Lecocqs operetter La fille de madame Angot (1872; "Madame Angots dotter", 1876) och Les cent vierges (1872; "Hundra jungfrur", 1873).